# Parparean IV
Parparean IV is een bestuurslaag in het regentschap Toba Samosir van de provincie Noord-Sumatra, Indonesië. Parparean IV telt 567 inwoners (volkstelling 2010).